# Ratio réserves sur production
Le ratio réserves sur production (RRP ou R/P) est la quantité restante d'une ressource non renouvelable, exprimée en unité de temps. Bien qu’applicable à toutes les ressources naturelles, le RRP est le plus souvent appliqué aux combustibles fossiles, en particulier le pétrole et le gaz naturel. Les réserves (numérateur du rapport) est la quantité d'une ressource connue pour exister dans une zone et qui est économiquement récupérable (réserves prouvées). La production (dénominateur) est la quantité de ressource extraite par unité de temps (généralement en un an) au rythme actuel.
RRR = quantité de ressources connue / quantité produite par an
Ce rapport est utilisé par les entreprises et les organismes gouvernementaux pour prévoir de la future disponibilité d'une ressource et déterminer la durée du projet, les revenus futurs, l'emploi, etc., et de déterminer si une exploration plus approfondie doit être entreprise pour assurer un approvisionnement continu de la ressource. 
La production annuelle d'une ressource peut généralement être calculée assez précisément. Cependant, les réserves ne peuvent être estimées qu’à des degrés de précision divers, qui sont fonction de la disponibilité de l'information et des méthodes utilisées pour les évaluer.
Une interprétation simpliste de ce rapport conduisit à de nombreuses fausses prédictions de fin imminente de pétrole depuis les premières années de l'industrie pétrolière dans les années 1800. Cela fut particulièrement vrai aux États-Unis, où le ratio réserves prouvées sur production se situa entre 8 ans et 17 ans depuis 1920. Beaucoup interprétèrent à tort le résultat comme le nombre d'années restantes avant que le pétrole ne soit épuisé. Ces analyses ne tenaient pas compte de la croissance future des estimations des réserves.

## Pertinence et interprétation

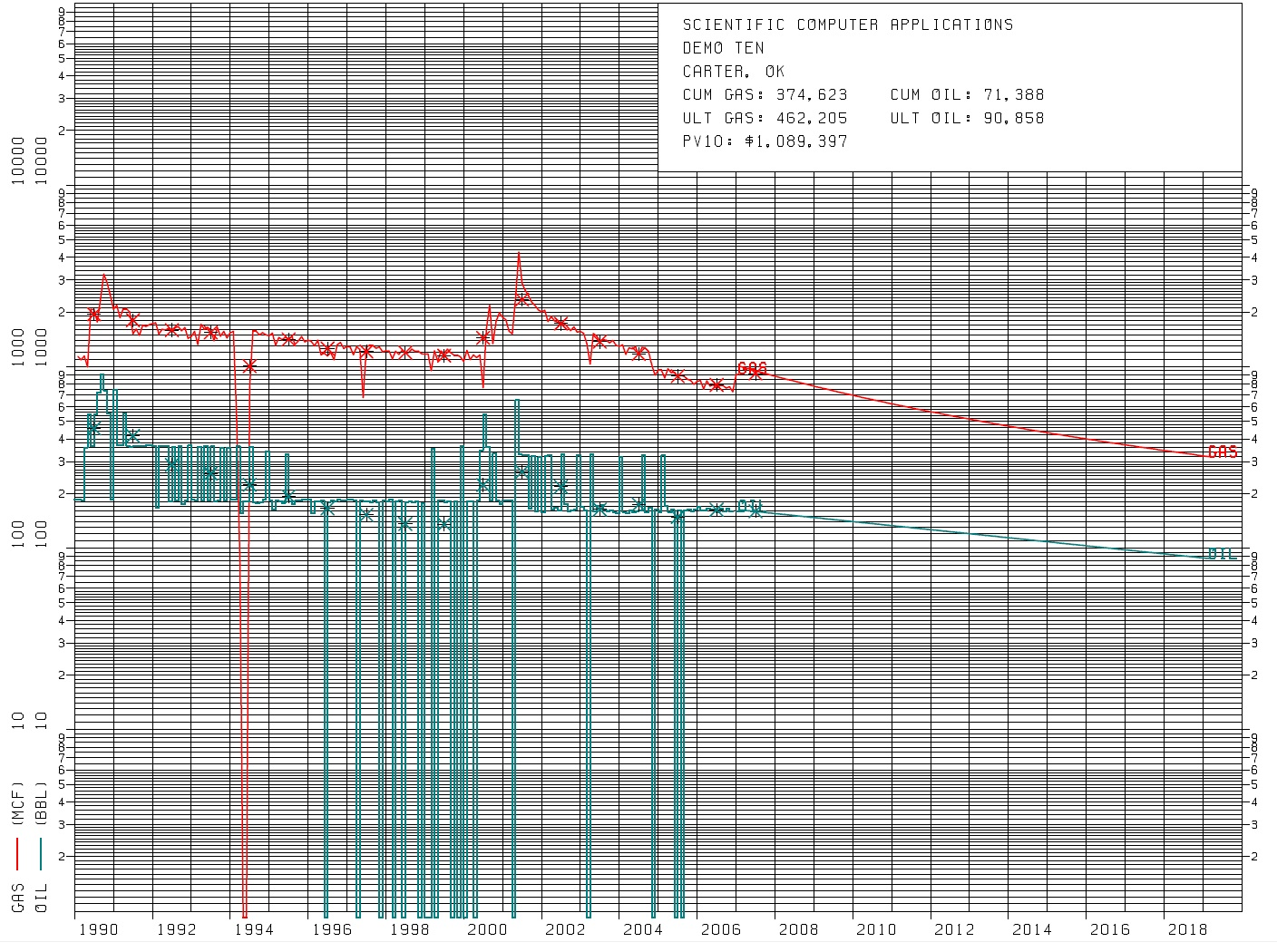
Courbes de déclin générées des logiciels d'analyse de déclin de courbe, utilisé pour prévoir la production future de pétrole et de gaz. La ligne rouge est la courbe de production de gaz; La ligne bleue est la courbe de production du pétrole.

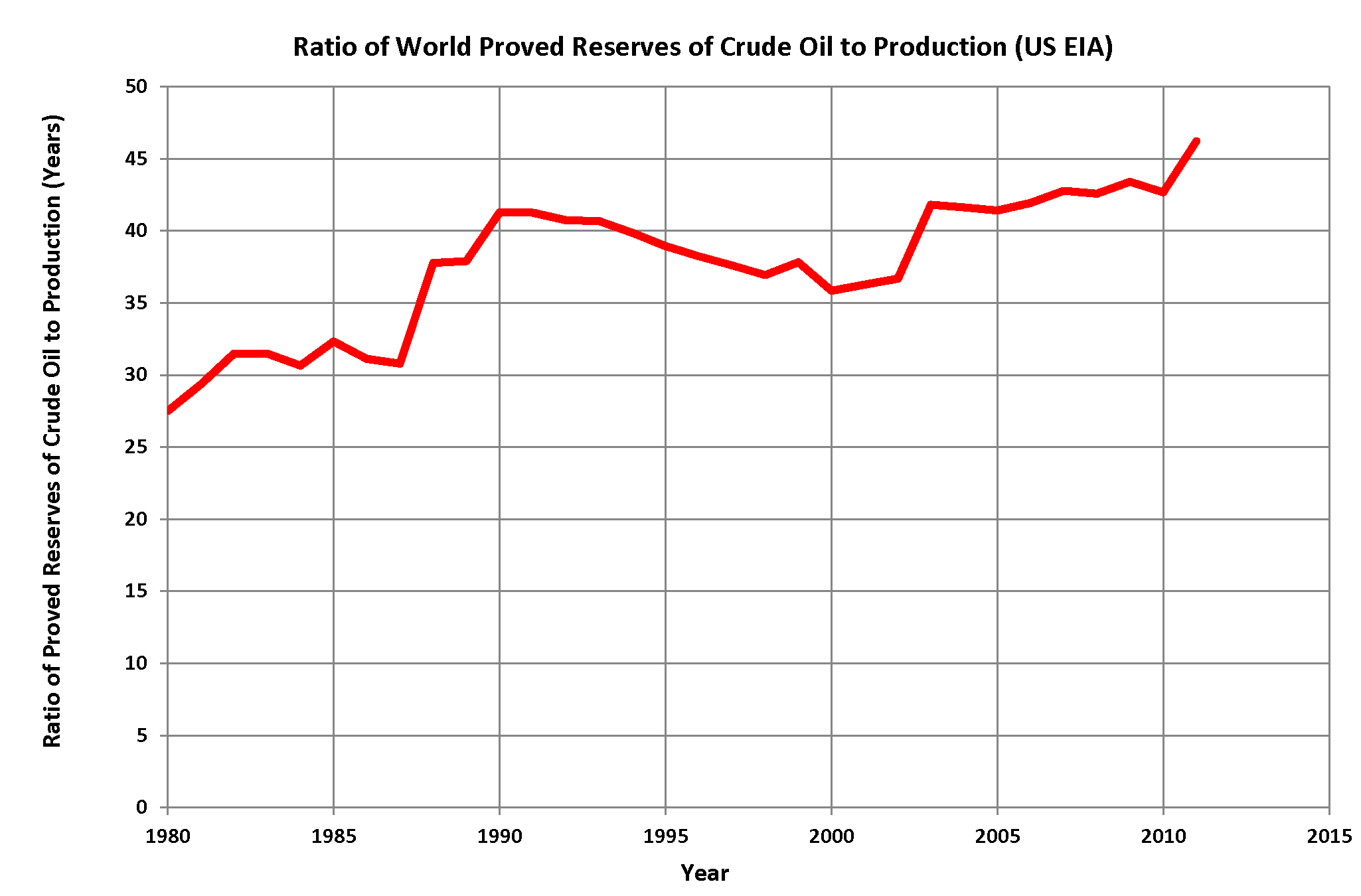
Ratio des réserves mondiales prouvées de pétrole sur production, 1980-2011 (EIA)

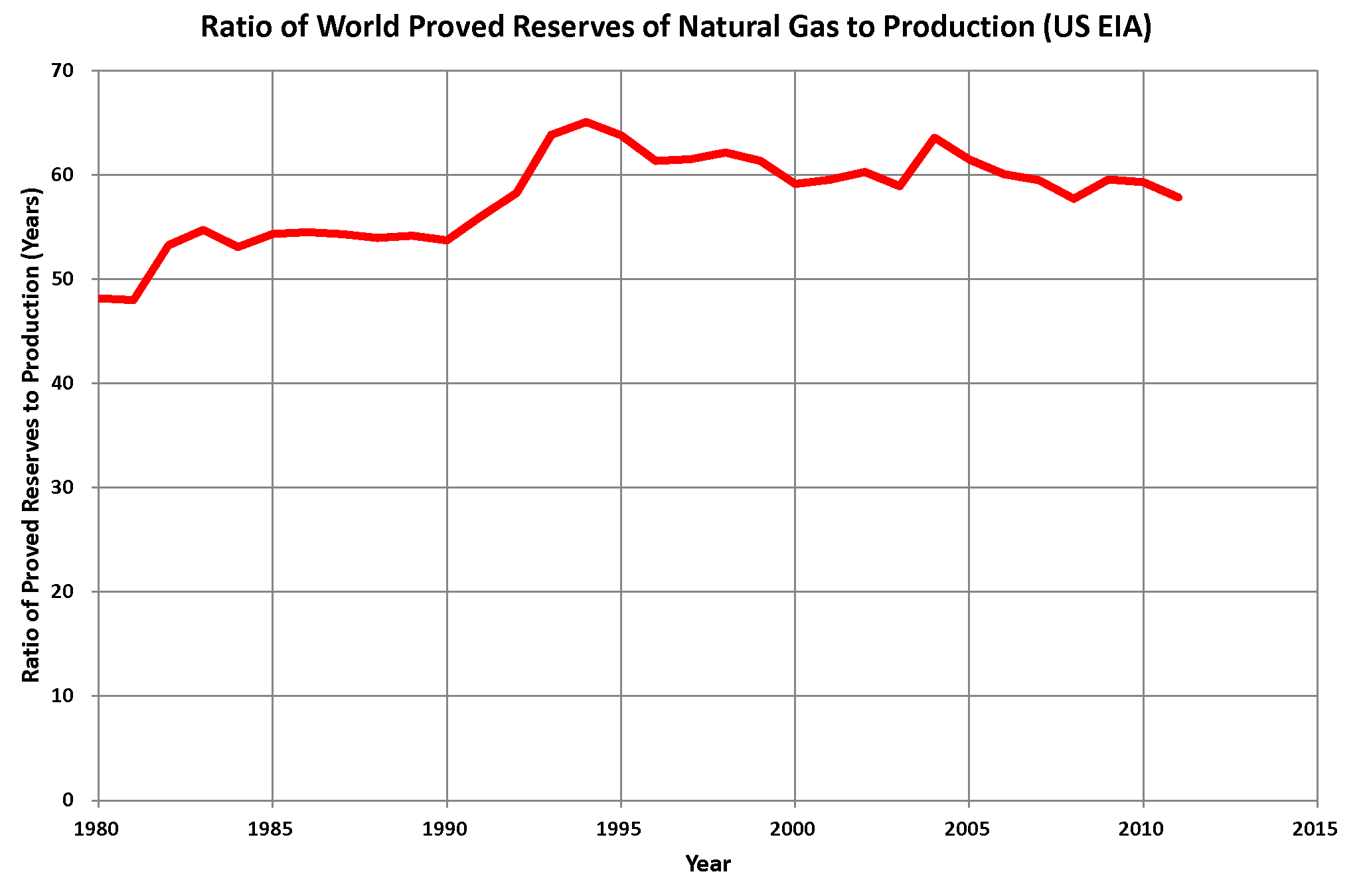
Ratio des réserves mondiales prouvées de gaz sur production, 1980-2011

Le ratio réserves-production est l’indicateur le plus largement utilisé dans l'industrie pétrolière et gazière. Il a une certaine importance stratégique pour les entreprises, qui tentent de la conserver aussi raisonnablement que possible constante à environ 10 ans. Un rapport qui tombe trop bas indique une entreprise en mauvaise santé. Pour un pays ou une région, une valeur qui tombe trop bas peut être un avertissement d’une pénurie imminente. Globalement, le Ratio réserve sur production pour le pétrole varie de 8 ans dans la mer du Nord à 80 ans au Moyen-Orient. Le premier est typique d'une région subissant une baisse de la production rapide, le dernier d’une région qui continuera à produire à l'avenir.
Le ratio réserves sur production peut être trompeur pour une personne moyenne, car il est exprimé en années. Le fait qu'une région dispose d'un RRP de 40 ans ne signifie pas qu'elle continuera à produire la ressource pendant 40 ans, ni quand la production va décliner, ni quand la production va devenir nulle. Plus communément, la production d’une ressource augmentera jusqu'à ce qu'elle atteigne un pic, puis la production passera par un plateau et entrera dans une phase de déclin. Sur le plan théorique, ceci est décrit avec plus de précision par la courbe de Hubbert, une courbe en forme de cloche qui est la dérivée mathématique de la fonction logistique.
La valeur du RRP est inversement proportionnelle au taux annuel de production, qui peut dépendre des caractéristiques géologiques. Par exemple, une réserve de pétrole très fracturée avec entraînement d'eau peut avoir un RRP aussi faible que 6 ans. En revanche, une réserve de pétrole faiblement perméable peut avoir un RRP atteignant 50 à 100 ans. Les politiques gouvernementales peuvent maintenir la production délibérément faible, augmentant ainsi le RPR, afin de prolonger la durée de vie du gisement, tandis qu'une entreprise peut injecter de l'eau et/ou du gaz dans le réservoir pour augmenter la production, ce qui diminuera le RRP, l’accroissement de la production se faisant au détriment d’une baisse de la durée de vie de la réserve. Le RPR dépend significativement du stade de développement des ressources. Typiquement, le RPR initial est élevé durant les premières phases de développement, puis le RPR diminue fortement avec le niveau maximum de production. À la suite de la baisse de la production, l'ampleur du RRP peut soit continuer à diminuer, demeurer stable pendant une certaine période de temps, ou augmenter, surtout quand la baisse de production se produit.
De nouvelles découvertes, des changements technologiques, ou des changements de conditions économiques, peuvent modifier de manière significative le rapport dans un court laps de temps, tandis que les parties concernées par la mauvaise évaluation peut produire des résultats inexacts et/ou trompeurs. L’optimisme ou le pessimisme peuvent influer sur les estimations des réserves. En outre, les réserves sont des ressources qui sont économiquement récupérables dans les conditions actuelles. Le volume des réserves peut changer à la suite de changements politiques, ou à la suite de manipulations. La consommation de nombreuses ressources n’est pas constante, mais augmente généralement en même temps que la population augmente et devient plus prospère. Les valeurs de non-constantes du numérateur et du dénominateur du ratio implique qu'il peut soit peut surestimer ou sous-estimer la durée de vie restante de la ressource.

## Ratios réserves de combustibles fossiles sur production

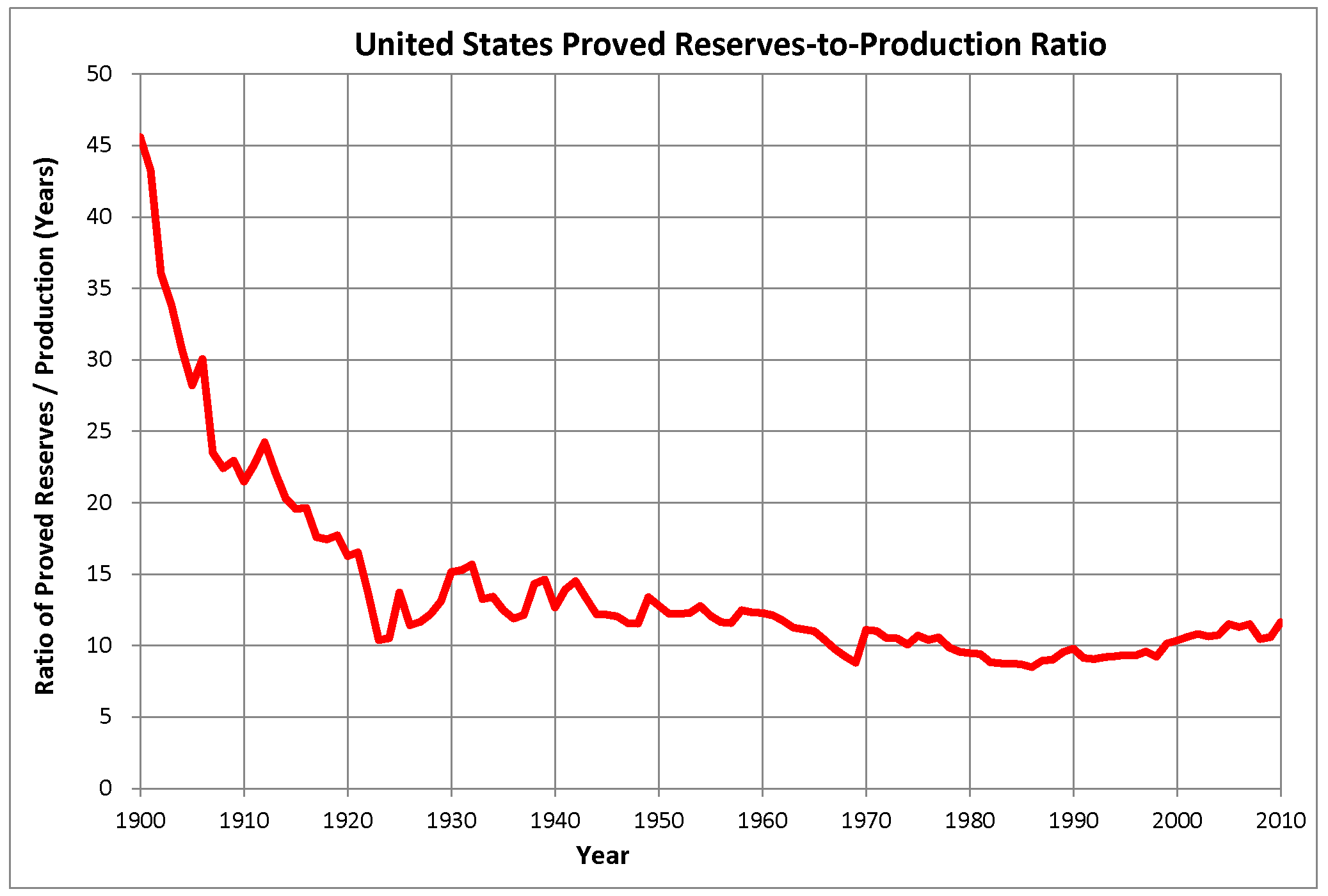
Ratio des réserves prouvées américaines de pétrole rapportées à la production annuelle

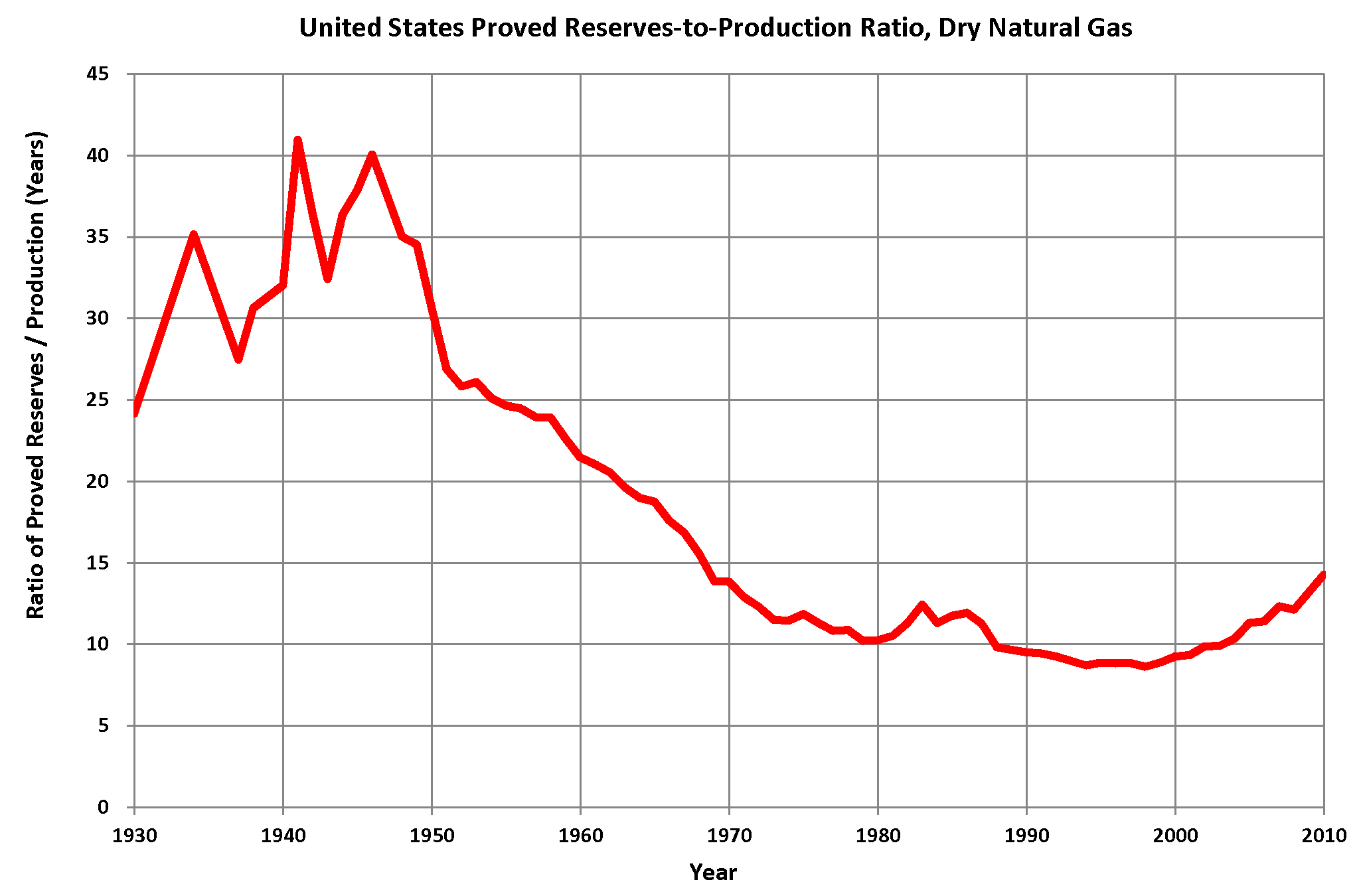
Ratio des réserves prouvées sur la production annuelle de gaz naturel sec aux États-Unis (données de l’US Energy Information Administration).

Les ratios réserves sur production peuvent être calculés pour chaque pays ou à l'échelle mondiale pour des ressources spécifiques. Le pétrole, le charbon et le gaz naturel sont les trois plus importants combustibles alimentant le monde moderne. Ces ressources ne sont pas réparties uniformément sur la terre, de sorte que certains pays ont des réserves plus importantes que d'autres. En raison de l'incertitude des chiffres sur les réserves, les estimations de RRP varient largement.
| Carburant   | Unité de mesure                 | Réserves | Consommation annuelle (2005) | RRP (ans) |
| ----------- | ------------------------------- | -------- | ---------------------------- | --------- |
| Pétrole     | Milliers de milliards de barils | 1,2-2    | 0,03                         | 40-80     |
| Charbon     | Milliards de tonnes             | 998      | 6                            | 164       |
| Gaz naturel | Quads                           | 6370     | 108                          | 59        |